# Долно Спанчево
Вижте пояснителната страница за други значения на Спанчево.
До̀лно Спа̀нчево е село в община Петрич, област Благоевград, България.

## География
Село Долно Спанчево е разположено в Санданско-Петричката котловина на 17 км източно от общинския център Петрич. Климатът е преходносредиземноморски с авгусовски минимум и ноемврийски максимум на валежите. Средната годишна валежна сума е около 530 мм. През селото преминава пътят Петрич – Гоце Делчев.

## История

### Етимология
Името е по изчезналото лично име *Спан < спан „който много спи“. Сравними са местното име Спанча, горист хълм и пасище на З от Алистрат, Драмско, селищните имена Горно Спанчево, Санданско, Спанчов, Силистренско, Спанчово, Ругуновско, Спанчево, Кочанско, Спанци, Леринско, Спанците, Габровско, река Спанч, Кукушко.

### В Османската империя
През XIX век Долно Спанчево е смесено българско-турско селище, числящо се към Демирхисарската кааза на Серския санджак. През 1859 година в селото е изградена църквата „Свети Георги“, обявена за паметник на културата.
В „Етнография на вилаетите Адрианопол, Монастир и Салоника“, издадена в Константинопол в 1878 година и отразяваща статистиката на населението от 1873 година, Спанчово долне (Spantchovo-dolné) е посочено като село с 82 домакинства със 150 жители мюсюлмани и 70 жители българи, а изселеният по-късно Сердар чифлик е отбелязан с 26 домакинства и 100 жители българи.
В 1891 година Георги Стрезов пише за селото:
| „ | Спанча, 6 часа на СИ от Валовища, 1/2 час до Бистрица. Било е преди пет години чифлик Сердар, който се изселил. Останалата земя се обработва от околните села. Път равен. Гръцка църква. 40 турски къщи и 20 български. | “ |

Съгласно статистиката на Васил Кънчов („Македония. Етнография и статистика“) от 1900 година селото брои 400 жители – 200 българи-християни и 200 турци.
Според статистиката на секретаря на Българската екзархия Димитър Мишев („La Macédoine et sa Population Chrétienne“) в 1905 година Долно Спанчево (Dolno-Spantchovo) вече се числи към Мелнишка кааза. Християнското население на селото се състои от 200 българи екзархисти.
През 1913 година по време на Междусъюзническата война селото е завзето от гръцката армия, а 30 къщи са опожарени.

### В България
През октомври 1925 година по време на гръцко-българския пограничен конфликт, известен като Петрички инцидент, селото е окупирано от гръцката армия.

## Население

### Етнически състав
Преброяване на населението през 2011 г.
Численост и дял на етническите групи според преброяването на населението през 2011 г.:
|                     | Численост |
| Общо                | 117       |
| Българи             | 117       |
| Турци               | -         |
| Цигани              | -         |
| Други               | -         |
| Не се самоопределят | -         |
| Неотговорили        | -         |

## Личности
Родени в Долно Спанчево
- Ангел Харизанов Спанчовалията (1870 – 1902), български революционер, деец на ВМОК, роден в Горно или Долно Спанчево

Починали в Долно Спанчево
- Асен Хадживасилев (1877 – 1923), български революционер